# Centrum (Aleksandrów Kujawski)
Centrum – centralna część Aleksandrowa Kujawskiego.

## Historia

### 1862–1900
Miasto powstało dzięki ulokowaniu w tym miejscu ważnej stacji kolejowej na terenach dawnego folwarku Białe Błota, należącego do Trojanowskich. Krokiem milowym było w 1867 r. otwarcie linii kolejowej do Ciechocinka.

### Obecnie
Obszar mieści wszystkie ważniejsze urzędy i obiekty handlowe. Dawniej przez Centrum przebiegała droga wojewódzka nr 266 (ulice Słowackiego, Chopina i Sikorskiego).

## Obiekty
- Starostwo Powiatowe
- Urząd Miejski
- Cmentarz Parafialny
- Sklepy sieci Biedronka
- Park Handlowy "Aleks"

.

## Punkty kultu religijnego
- Kaplica św. Aleksandra Newskiego
- Parafia Przemienienia Pańskiego
- Parafia NMP Wspomożenia Wiernych

## Parki i punkty zdrowotne
- Kolejowy Szpital Uzdrowiskowy oddz. w Aleksandrowie Kujawskim
- Park im. Jana Pawła II
- Szpital Powiatowy

## Zabytki

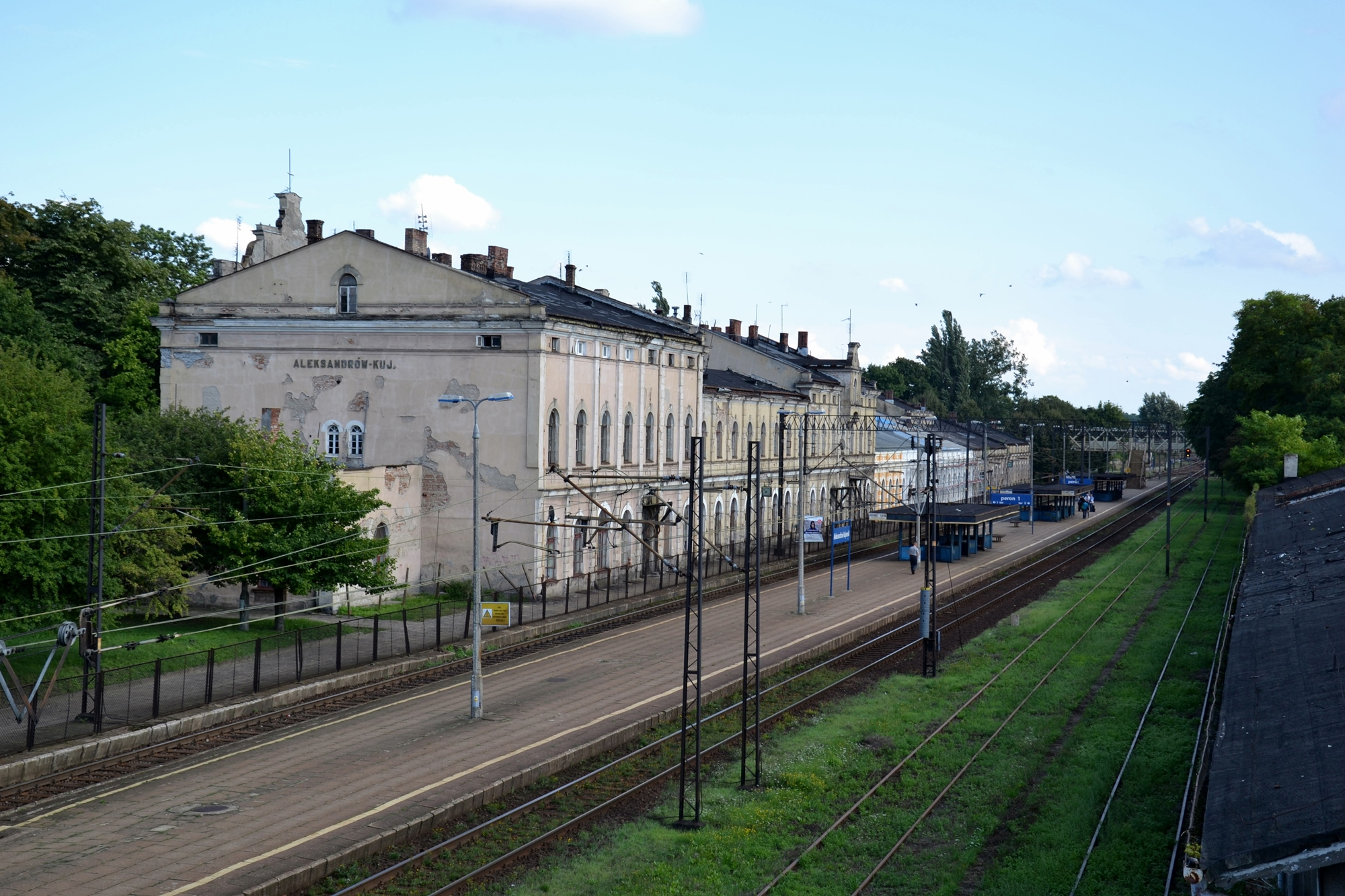
Stacja kolejowa

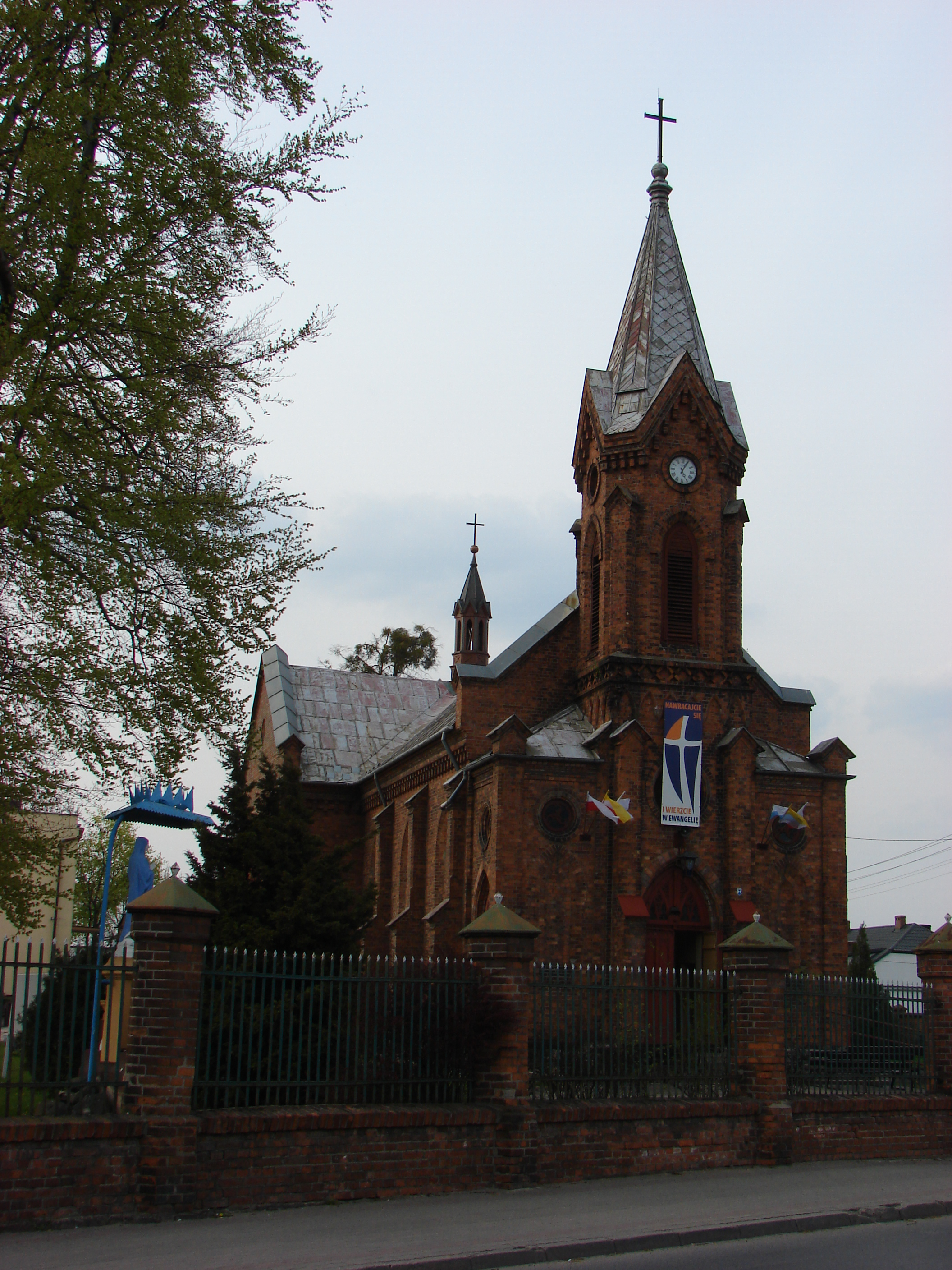
Kościół pw. Przemienienia Pańskiego

- Kościół pw. Przemienienia Pańskiego
- Cmentarz parafialny
- Dworzec kolejowy
- Przedszkole sióstr służebniczek

## Sąsiadujące dzielnice miejscowości i osiedla
- Osiedle Parkowa
- Piaski
- Osiedle Południe
- Halinowo
- Rudunki
- Rożno-Parcele